# Adipato de potássio
Adipato de potássio, como normalmente é chamado, na verdade, adipato dipotássico, é um composto com fórmula K2C6H8O4 ou (CH2)4(COOK)2. É o sal de potássio do ácido adípico.
Apresenta-se como um cristal branco ou pó amarelado. Normalmente é comercializado na forma de pellets, como muitos sais usados na indústria, especialmente de alimentos.
Tem número E "E357",, tendo uma ingestão diária máxima recomendada de 5 mg/kg, sendo metabolizado excretado pela urina.
É utilizado como um regulador de acidez em alimentos, e em processamento de polióis.